# پیتون رید
پِیتون رید (انگلیسی: Peyton Reed) (زادهٔ ۳ ژوئیهٔ ۱۹۶۴) یک کارگردان اهل ایالات متحده آمریکا است. وی از سال ۱۹۸۷ میلادی تاکنون مشغول فعالیت بوده‌است.

## بخشی از فیلم‌شناسی
- (۲۰۰۰) - آن را روشن کنید
- (۲۰۰۳) - مرگ بر عشق
- (۲۰۰۶) - جدایی
- (۲۰۰۸) - مرد بله‌گو
- (۲۰۱۵) - مرد مورچه‌ای
- (۲۰۱۸) - مرد مورچه‌ای و زنبورک
- (۲۰۲۰) - مندلورین
- (۲۰۲۳) - مرد مورچه‌ای و زنبورک: شیدایی کوانتومی